# Parcours scénique
Pour les articles homonymes, voir Scénique et Parcours.
Un parcours scénique, parcours-spectacle ou expo-parcours (experience, walk-through ou dark ride en anglais) est un parcours au long duquel sont mis en scène des objets ou personnages animés, des lumières, des sons et d'autres effets spéciaux, souvent en musique. Le nom anglais de dark ride peut être trompeur car le parcours ne se déroule pas nécessairement dans la pénombre ; il est simplement contenu dans un lieu clos, éclairé de manière artificielle. Un usage sélectif de la pénombre et la programmation d'effets lumineux théâtraux contribuent à cacher les mécanismes de l'attraction et intensifient l'expérience visuelle.
On distingue plusieurs sous-catégories :
- les parcours scéniques pédestre (parcours muséographique, walkthrough, palais du rire, palais des glaces, maison hantée) ;
- les parcours scéniques transporteurs en wagon (wagon scénique, train fantôme) ;
- les parcours scéniques transporteurs en barque (Old Mill, tunnel of love, barque scénique, tow boat ride) ;
- les parcours scéniques interactifs.

## Évolution historique
Les premiers parcours scéniques sont apparus à la fin du XIXe siècle, et étaient appelés « palais du rire » ou « palais des glaces ». Dès 1911, au parc Magic City de Paris, on trouve mention d'un « chemin de fer panoramique ». Un type de parcours populaire, connu sous le nom de Tunnel of love (« tunnel de l'amour »), utilisait de petites barques pour transporter les passagers sur l'eau. Leon Cassidy, de la Pretzel Amusement Ride Company, a breveté le premier parcours scénique électrique sur rails en 1928.
Les plus célèbres parcours scéniques historiques sont le Futurama à l'Exposition universelle de New York 1939-1940, It's a Small World à la Foire internationale de New York 1964-1965 et les Pirates des Caraïbes du parc Disneyland.
Les attractions modernes exploitent la technologie de diverses manières. Les petits parcours continuent d'utiliser les mêmes animations simples qu'aux débuts de ce genre d'attractions, tandis que les projets plus ambitieux présentent de complexes audio-animatronics, des effets spéciaux et des véhicules spécialement thématisés.
Les parcours scéniques mettant en scène des fantômes, squelettes et autres personnages effrayants sont appelés trains fantômes.

## Transporteur scénique
Un transporteur scénique est un parcours au long duquel des tableaux dramatiques sont figurés ou joués, tandis que les visiteurs avancent embarqués dans des véhicules automobiles. La succession des tableaux plonge les passagers dans une expérience scénarisée.
Les transporteurs peuvent être considérés comme constituant un type hybride d'attraction étant à la fois spectacle et manège.
Très souvent ces parcours sont illustrés à l'aide d'automates ou robots appelés animatroniques, ou audio-animatronics. Néanmoins, cela n'est pas systématique. Ainsi on peut trouver des transporteurs scéniques avec des tableaux inanimés constitués de mannequins voire uniquement de peintures fluorescentes ou de lumières.

### Wagon scénique

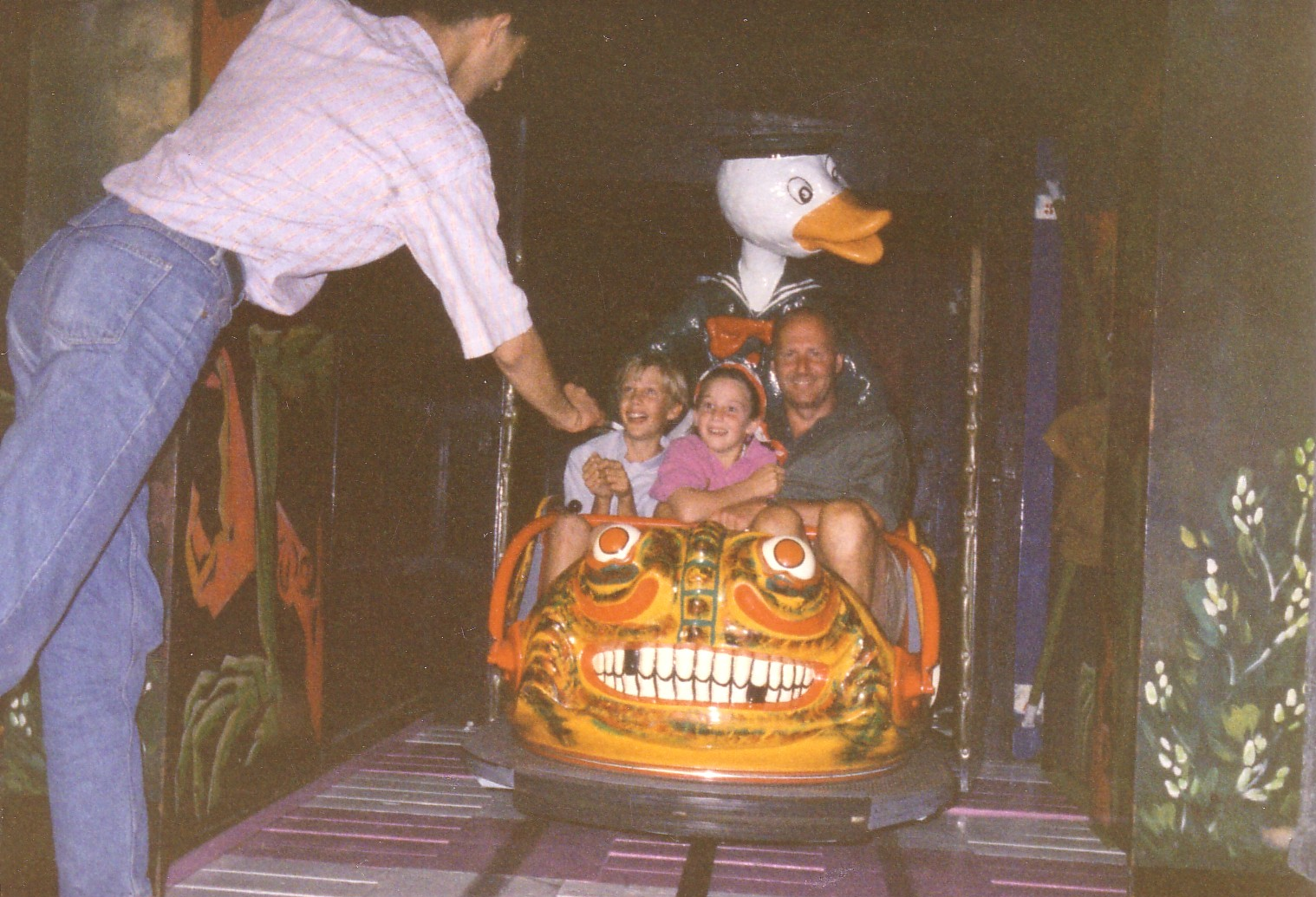
Débarquement d'un train fantôme, Les Feux Follets, à Bruxelles (1992)

Un wagon scénique est un genre de transporteur scénique sous forme de wagon classique ou suspendu, de voiture ou de train.
Leon Cassidy de la Pretzel Amusement Ride Company inventa et breveta, en 1928, le premier wagon monorail scénique.
Les exemples les plus connus sont les trains fantômes. Parmi les wagons scéniques importants se trouvent Snow White's Enchanted Wish, Les Voyages de Pinocchio, Peter Pan's Flight et les maisons hantées des parcs à thèmes Disney (Haunted Mansion et Phantom Manor), utilisant le système Omnimover. Nous pouvons aussi citer à Efteling, aux Pays-Bas : Droomvlucht avec ses wagons suspendus et Carnaval Festival en Omnimover, le Transdemonium au parc Astérix, France ou encore La Machine à voyager dans le temps au Futuroscope.
Le système Omnimover a été inventé et breveté par Disney et fournit une plus grande capacité horaire en proposant un wagon chaque seconde. Les collisions sont impossibles grâce au chaînage des wagons qui constituent un train occupant toute la longueur disponible du parcours.
Au début des années 1980, Walt Disney Imagineering a inventé un autre système de voitures à batteries et grande capacité sans rail suivant un câble enterré. Utilisé la première fois en 1982 dans l'attraction Universe of Energy du parc EPCOT Center, on le retrouve aussi dans The Great Movie Ride du parc Disney's Hollywood Studios.
Ce système a été perfectionné, toujours par Disney, dans les années 1990 avec une plateforme à vérin simulant certains mouvements. C'est le système Enhanced Motion Vehicle (EMV) ou Véhicule à Mouvement Augmenté. Ce système est utilisé dans les attractions Indiana Jones Adventure de Disneyland en Californie et de Tokyo Disneyland mais aussi Dinosaur au Disney's Animal Kingdom en Floride.

### Barque scénique
Une barque scénique (boat ride en anglais) est un genre de transporteur scénique sous forme de barque ou bateau.
Les exemples les plus connus sont les anciens Tunnel of Love et Old Mill.
On compte dans cette catégorie
- Pour les parcs Disney : Pirates of the Caribbean, Jungle Cruise, It's a Small World, Sindbad's Storybook Voyage, Gran Fiesta Tour Starring The Three Caballeros, Frozen Ever After ou Splash Mountain.
- Chez Universal Studios : Jaws, Jurassic Park River Adventure et Dudley Do-Right's Ripsaw Falls.
- Chez Merlin Entertainments (ex-Tussaud's) : I Corsari à Gardaland et The Gruffalo River Ride Adventure à Chessington World of Adventures.
- En Europe et dans d'autres chaînes : Fata Morgana à Efteling, Het Bos van Plop à Plopsaland De Panne, Hollywood Tour à Phantasialand, Piraten in Batavia à Europa-Park, Le Palais d'Ali Baba et Le Secret de La Licorne à Walibi Belgium ainsi que La Jungle des Chikapas à La Mer de sable.

### Parcours scénique interactif

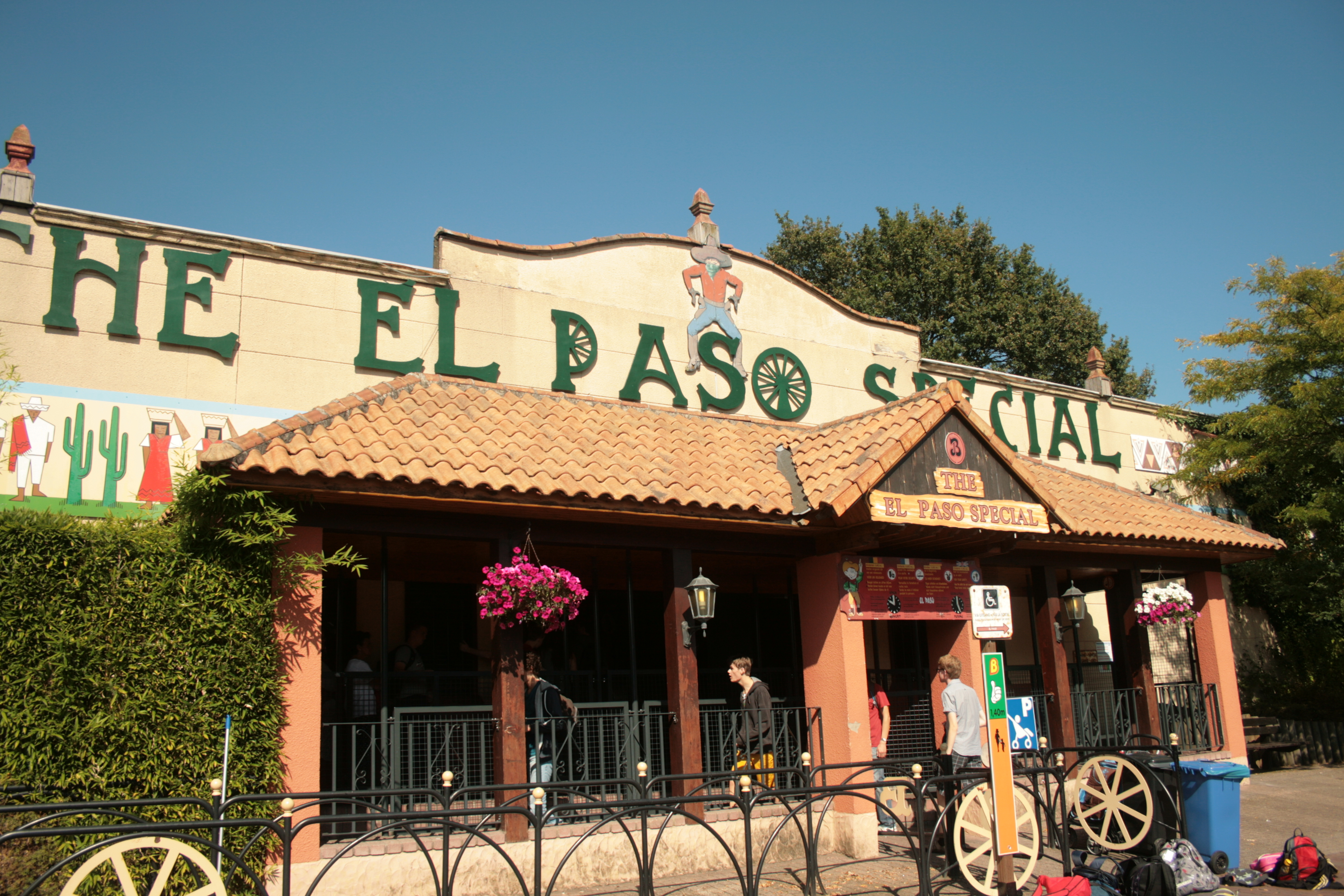
El Paso à Bobbejaanland.

Depuis les années 1990, de plus en plus de parcours scéniques sont conçus avec la possibilité pour le visiteur d'interagir. Dès 1986, Sally Corporation présente sur un salon professionnel un projet de parcours scénique interactif inspiré de l'univers de SOS Fantômes. Parmi les premières attractions du genre, El Paso à Bobbejaanland est depuis 1988 un mélange entre un wagon scénique traditionnel et un jeu de tir. Les wagonnets sont équipés de pistolets qui permettent de déclencher des animations dans les scènes parcourues lorsqu'une cible est touchée. En 1995, le projet de Sally Corporation voit le jour avec l'ouverture de Great Pistolero Roundup à Dooco Land, en Corée du Sud.

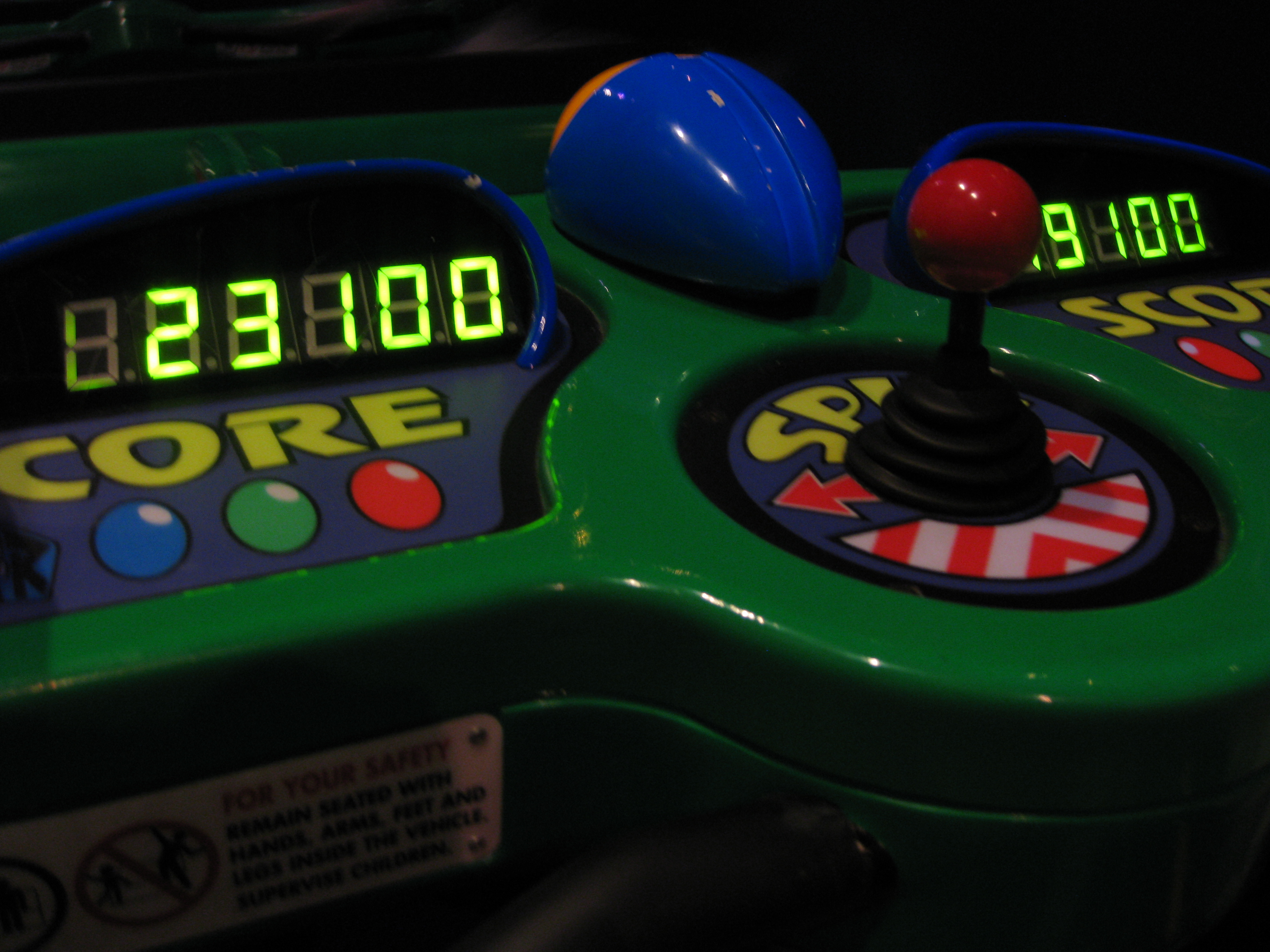
Buzz Lightyear's Astro Blasters à Disneyland.

Il faudra attendre dix ans plus tard, en 1998, avec l'ouverture de Buzz Lightyear's Space Ranger Spin au Magic Kingdom pour voir une nouvelle version avec une technologie améliorée. Dans cette version, les wagons sont également équipés de pistolets laser, mais la nouveauté réside dans l'ajout d'un compteur de points pour chaque passager. L'attraction se rapproche alors plus du jeu vidéo parcourant des décors réels et où les joueurs s'affrontent pour marquer le plus de points. En 1999, le parc néerlandais Avonturenpark Hellendoorn ouvre Discovery Club. L'année suivante, Universal Studios Florida ouvre Men in Black: Alien Attack qui reprend le même principe. Le succès de ce nouveau type d'attraction fait son chemin et certains parcs décident de moderniser des parcours scéniques existants en les transformant en versions interactives. C'est le cas de Terror Tomb qui devient Tomb Blaster à Chessington World of Adventures ou de The Haunted House qui devient Duel à Alton Towers en 2003 par exemple.
L'expérience est encore améliorée avec l'ouverture en 2000 de Labyrinth of the Minotaur à Terra Mítica et en 2003 de Challenge of Tutankhamon à Walibi Belgium, car les véhicules tiennent à la fois compte des scores individuels de chaque passager, mais également du score collectif qui permet ou non d'accéder à la salle finale. Cette fin alternative est également rendue possible grâce à l'utilisation de véhicules sans rails.

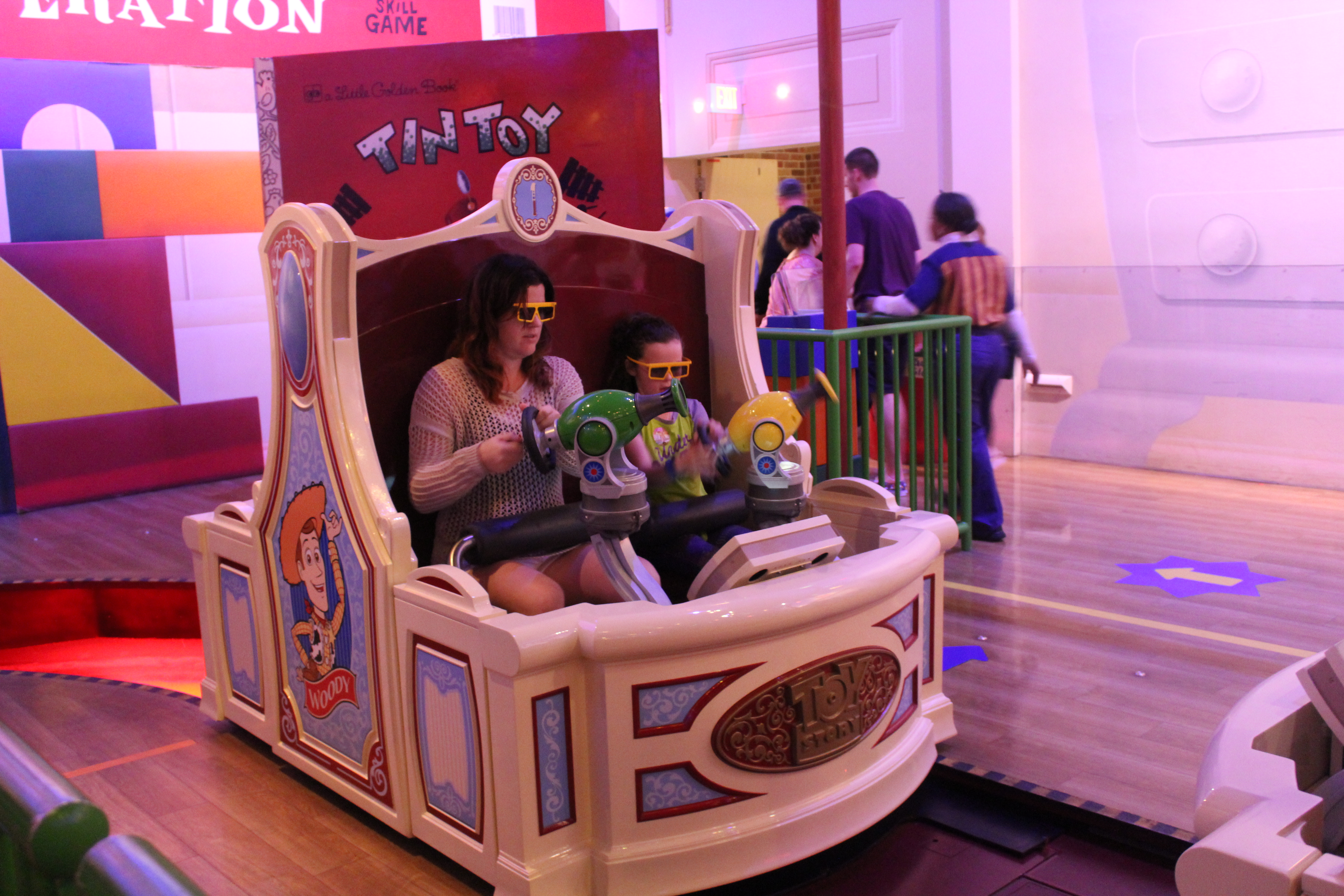
Toy Story Midway Mania à Disney's Hollywood Studios.

Une nouvelle étape dans le domaine des parcours scéniques interactifs intervient en 2008 avec l'ouverture de Toy Story Midway Mania à Disney's Hollywood Studios et Disney California Adventure et sera dupliquée à Tokyo DisneySea en 2012. Reprenant l'idée de base d'un mélange entre wagon scénique et jeux de tirs, l'attraction permet — par le biais d'écrans — aux passagers équipés de lunettes 3D de gagner des points en jouant aux plus grands classiques des jeux d'adresse de fête foraine (lancé de fléchettes, d'anneaux, tir à la carabine, etc.). L'attraction très populaire inspirera Maus au Chocolat à Phantasialand en 2011, Moon Bunny Rescue à EonTime World en 2015, Journey to the West à Wuhan Movie Park.
Walt Disney Imagineering explore d'autres systèmes interactifs sans pistolets et propose avec Monsters, Inc. : Ride and Go Seek! à Tokyo Disneyland (2009), un système interactif innovant dans lequel les passagers doivent éclairer, par le biais d'une lampe torche, les différents éléments de décor pour les faire interagir. En 2013, le constructeur d'attractions italien Gosetto travaille avec Etnaland sur un autre procédé interactif pour l'attraction Haunted School. Les véhicules prennent la forme de pupitres d'une école de magie et au fil du parcours, les passagers doivent répondre à des questions en appuyant sur des boutons du véhicule pour récolter des points.

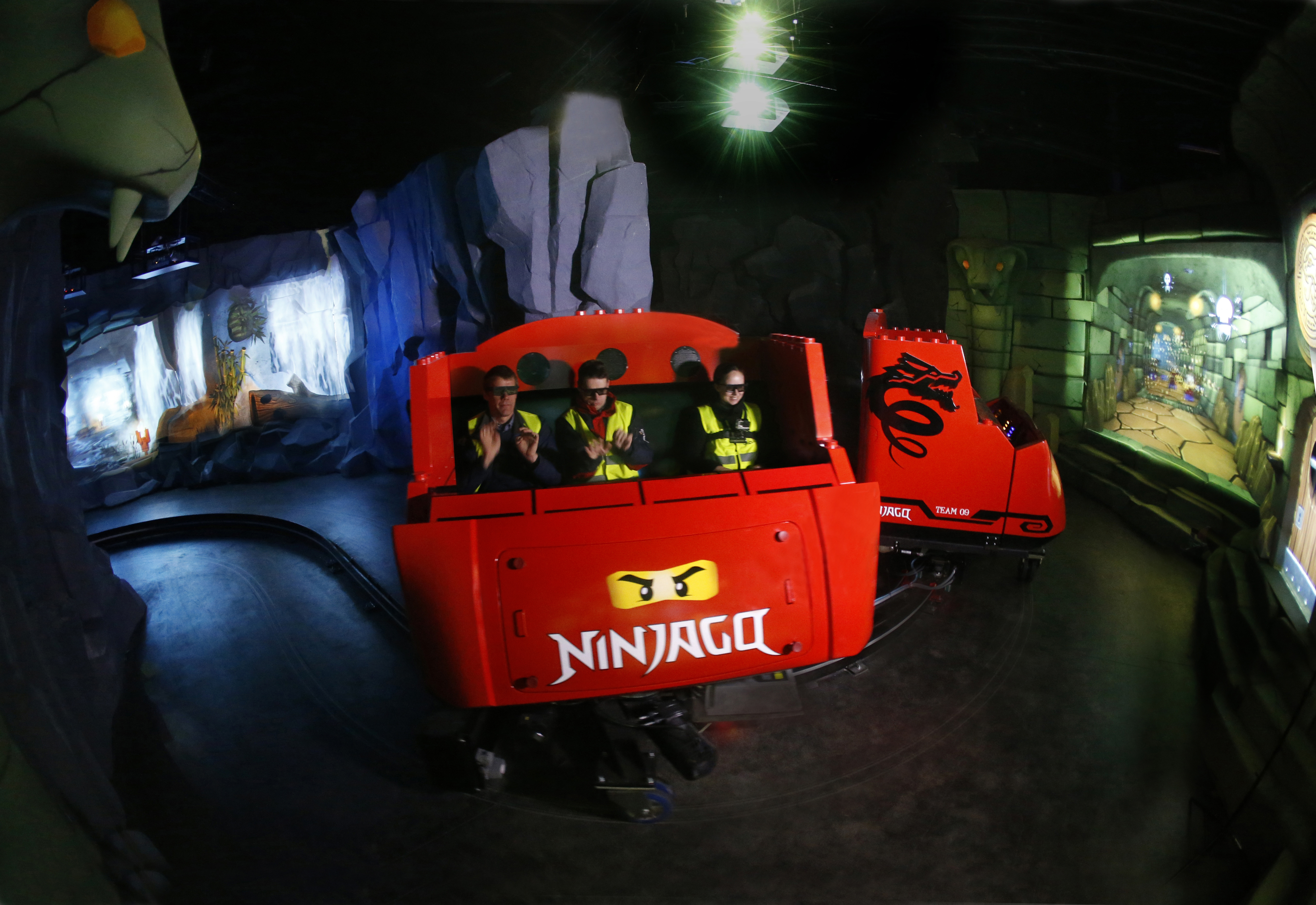
Lego Ninjago The Ride à Legoland Billund.

Triotech travaille avec Merlin Entertainments pour les parcs Legoland sur un autre procédé pour Lego Ninjago The Ride. La technologie MaestroTM développée pour l'attraction permet aux passagers d'interagir sur les écrans 3D directement avec le mouvement de leurs mains, sans avoir à tenir un instrument. L'attraction ouverte en 2016 à Legoland California a ensuite été dupliquée dans les autres parcs du groupe.
Toujours dans ce même esprit de réinventer l'interaction sans passer par le traditionnel jeu de tir, Efteling ouvre en 2017 le parcours scénique interactif Symbolica. Si l'interactivité est moins présente, car l'attraction fait la part belle à la contemplation, elle a tout de même été travaillée en ajoutant à l'avant de chaque véhicule un écran tactile, permettant aux passagers au cours de l'aventure de faire des choix et d'interagir avec les décors des trois aventures proposées (Tour des Héros, Tour Musical et Tour des Trésors).
En 2019, la société belge Alterface Projects et néerlandaise ETF Ride Systems ouvrent à Walibi Belgium le parcours scénique interactif Popcorn Revenge. L'innovation présente dans celui-ci est la non-linéarité du parcours, en effet les différents véhicules qui utilisent la technologie sans rail sont programmés pour ne pas tous faire le même trajet,.

## Palais du rire
Un palais du rire ou boîte à rire est un parcours scénique à pied (walkthrough) constituant une attraction foraine ou de parcs d'attractions.
Durant ce parcours, les visiteurs subissent des épreuves d'adresse, des pièges déséquilibrants ou des illusions d'optique.